# 澳門培道中學
澳門培道中學（葡文：Escola Pui Tou、英文：Pooi To Middle School）於1945年創校，現時為私立全日制學校，設有從幼稚園到高中三年級的班級。本屬廣州培道女子中學（現廣州七中），為逃避抗日戰爭，遷到澳門，成立澳門培道中學。

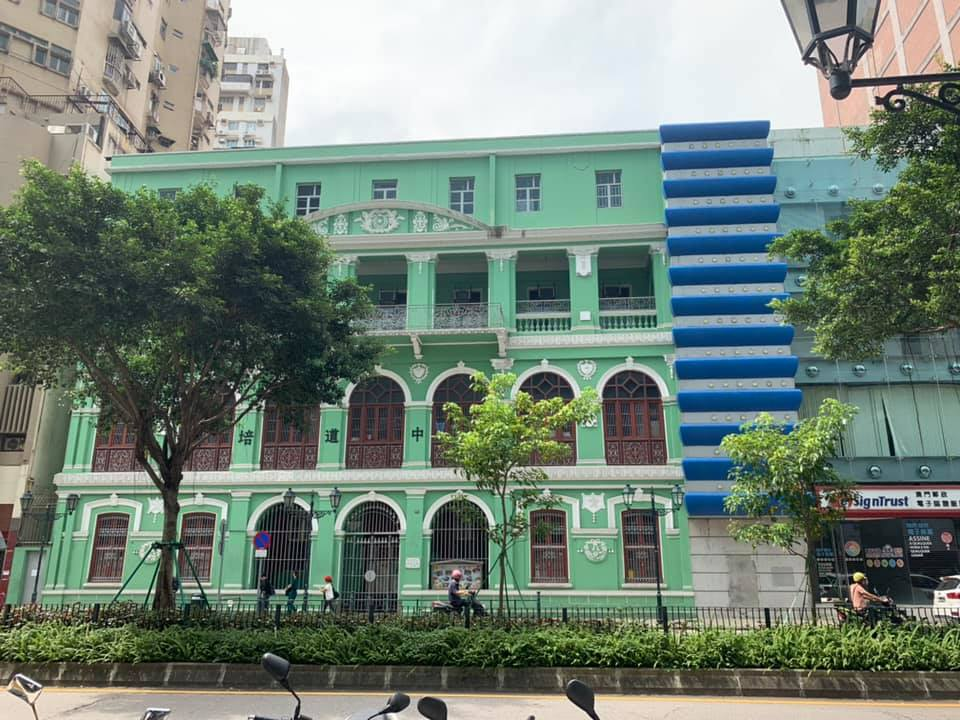
培道中學南灣分校

## 歷史
- 1888年，美國南方浸信會傳教士容懿美女士（Miss Emma Young）被獲派來華開辦女子教育，因當時的女性大多未有機會進學堂讀書，而且未接觸過基督教。當時容女士隻身只帶著很少的金錢來華，沒有物資建校，亦沒有可依靠的人，她在廣州五仙門開辦了培道女子中學。在當時勸喻女性上學並不容易，因為她們自古被認為無需讀書。同年3月3日，學校正式開課，當時稱為婦孺班，開學時僅有6名學生，但她仍全心教授她們。她讓婦女帶著孩子上學。亦讓有缺陷的人學習刺繡，使他們能有一技之長。在其努力下，學生人數漸漸增加。
- 1930年，奉准立案，此後純由華人管理。
- 1937年，中日戰爭爆發，廣州遭遇空襲，使學校不能繼續運作，被迫離開五仙門，老師們帶著願意跟隨學校走的學生離開，遷往肇慶暫避戰火。
- 1938年，由肇慶遷至香港的旺角廣華街設立分校授課，而小學部在1940年遷入九龍城士他令道。
- 1941年，大部份師生與香港培正中學在粵北樂昌縣坪合鎮合辦培聯中學。
- 1942年，香港淪陷後，留守香港的師生遷往澳門繼續辦學，初期校址設於亞利鴉架街、羅利老馬路。
- 1945年，戰爭結束，部分師生遷回廣州接收昔日校舍復課；部分到香港設立分校，租用士他令道浸信會副堂作校舍之用；部分留居澳門，租用白馬行浸信會禮拜堂空置房舍作校址，成立澳門培道中學，1946年在澳門政府立案注冊。
- 1955年起，得何賢先生相助，租用南灣大馬路107號大宅作校舍（有傳業主象徵式收取一元作月租金），六十年代在原三層建築基礎上加蓋教室。
- 1982年，新口岸羅理基博士大馬路新校舍落成，樓高五層，設有操場，作為中學部校舍，1985年加建為六層。
- 1986年，購置美麗街一幢樓宇作高小部分教處。培道中學建校四十周年，正籌備慶祝之際，李瑞儀校長因體力不支以致積勞成疾患上肝癌，於同年4月23日在鏡湖醫院病逝，留下「愛護培道，愛護同學」的遺訓。校長一職由其胞妹李瑞瑩校長接任。
- 1987年，進行課程改革，改辦初、高中六年制中學。
- 1998年，位於美麗街的高小部分教處重建建成。
- 2000年，實行『分層教育』 的教育改革。
- 2001年，體育老師許焯勝創作「體育運動模仿操」。
- 2002年，李瑞瑩校長突然與世長辭，其女兒李寶田校長倉卒接任。
- 2004年，副校長韋輝樑創建《MP_lab 萬用拼圖實驗室》，《PG_lab 平面幾何實驗室》及《DM_lab動態數學實驗室》等電腦數學教育軟件。
- 2006年，在中學部旁新建「科技樓」落成，集生物，化學及物理實驗室於其中，並設有老師辦公室，會議室，休息室及小賣部。因建設新大樓而移除操場跳遠沙池及跑道。
- 2007年9月23日，培道敎學軟件《MP_lab 萬用拼圖實驗室》入選全國敎育科學“十一五”規劃敎育部重點科研項目子課題。[1]
- 2008年，副校長韋輝樑創建《SG_lab 立體幾何實驗室》。
- 2013年，靠向山邊的用地，包括花圃、花籠架、旗杆、半個操場，被政府收回作開闢馬路之用。現時校內師生活動空間僅剩餘半個籃球場，亦即一場正規籃球賽也不能舉行，實為澳門中學中罕見。
- 2015年1月30日，「史豐收速算法研究培訓中心授牌儀式」在1月30日15:00於培道中學禮堂舉行，教青局教育研究暨教育改革輔助處處長黃逸恆、史豐收速算法推廣中心主任史豐寶、導師史豐蓮及吳素敏、數學教育研究學會會長汪甄南、理事金鑫、中西創新學院中國及香港事務發展總監龔寶美、綠色環境保護協會主席、培道中學校董倫永燊，及培道中學校長李寶田、史豐收速算法培訓導師譚健新（培道中學小學數學科組長）等主禮。 [2]
- 2016年1月15日，「培道中學、聯國學校締結協作學校合作協議簽約儀式」在1月15日17:15於培道中學禮堂舉行，在中聯辦文教部處長級助理曲曉燕、澳大科技學院代表高冠鵬、澳大社會科學學院助理教授關鋒、聯國學校校監李黎明等嘉賓及師生見證下，由培道中學校長李寶田、聯國學校校長吳威克簽署合作協議。[3]
- 2024年9月4日，培道中學氹仔幼稚園分校和氹仔小學分校正式遷入新校舍（培道中學氹仔分校）。新校舍樓高十四層及兩層地庫，設廿七個課室、八個綜合活動室及六個多功能室，當中包括圖書館、科創AI實踐課室樓層、總建築面積約一萬多平方米。

## 姊妹學校
- 珠海市第九中學
- 澳門聯國學校
- 新西蘭Howick College

## 授牌項目
- 史豐收速算法研究培訓中心

## 校長
| 任期   | 姓名   |
| ------ | ------ |
| 創辦人 | 李瑞儀 |
| 第二任 | 李瑞瑩 |
| 現任   | 李寶田 |

## 校舍
| 校部名稱             | 校部編號 | 地址                      | 年級               |
| -------------------- | -------- | ------------------------- | ------------------ |
| 培道中學             | 035      | 澳門羅理基博士大馬路263號 | 初一至高三         |
| 培道中學（南灣分校） | 036      | 澳門南灣大馬路779號       | K1至K3、小一至小四 |
| 培道中學小學部分教處 | 133      | 澳門美麗街11號            | 小四至小六         |
| 培道中學氹仔分校     | 176      | 氹仔永誠街461至483號      | K1至K3、小一至小六 |

2020年5月，澳門特區政府將氹仔鄰近永誠街一幅1,104平方米土地，以租賃制度和豁免公開競投方式無償批給培道學校教育協進會，用以興建新校舍作為培道氹仔分校。該土地將建一幢50米高、共16層的校舍，其中兩層為地庫。培道現有位於氹仔的兩個校部，將在新校舍落成後遷入。
2024年9月4日，新校舍（培道中學氹仔分校）正式啓用，校部獲編號爲176。原來的氹仔幼稚園校部將交還政府，氹仔小學校部不再需要租借。

### 樓層

#### 小學部分教處
| 樓層 |                |
| 6/F  | 天台、圖書館   |
| 5/F  | 課室           |
| 4/F  | 教務處、電腦室 |
| 3/F  | 課室           |
| 2/F  | 課室           |
| 1/F  | 課室           |
| G/F  | 禮堂           |

#### 中學部
| 樓層 | |
| 6/F  | 管樂室、音樂室、課室、電梯機房、電腦室、物理實驗室                                                          |
| 5/F  | 課室、電腦室、機械人室、化學實驗室                                                                          |
| 4/F  | 課室、教務室（英文科）、生物實驗室                                                                          |
| 3/F  | 課室、教務室（數學科） 、教務室（物理、化學、地理科）、教務室（中文、英文、歷史科）、會議室、資訊處、輔導室 |
| 2/F  | 課室、 教務室（中文科）、財務室、機械人室、教務室（數學、物理科）                                           |
| 1/F  | 電子閱覽室、圖書館、教員休息室、教務室（體育、音樂、美術科）                                                |
| G/F  | 傳達室、廣播室、禮堂、校長室、德育處、教務處、學生會室、社工室、小賣部、操場、體育器材房、醫療室            |

## 傑出校友及師生
- 賀一誠：第五任澳門特別行政區行政長官、曾任全國人大常委、立法會主席、行政會委員，澳門賀田工業有限公司董事總經理
- 馬有禮：全國政協委員，曾任行政會成員、澳門中華總商會會長
- 馬有恆：中國澳門體育暨奧林匹克委員會會員大會主席、澳門童軍總會會長、培道學校教育協進會主席、暨南大學校友總會永遠名譽會長，曾任澳門基金會信託委員會委員
- 賀定一：全國政協委員，曾任澳門立法會間選議員、澳門婦女聯合總會會長
- 區宗傑：澳門匯業銀行持有人，曾任立法會特首委任議員、澳門中小企業聯合會會長
- 賴敏華：已故澳門海關關長（2014-2015年）
- 蔡崇力：國際鋼琴演奏家、教育家、指揮家、香港鋼琴音樂協會會長、澳門鋼琴協會會長
- 葉振棠：香港殿堂級歌手，曾先後演唱過多首知名金曲
- 陳亦立：立法會間選議員、澳門中華醫學會理事長、澳門培道中學校友會會長
- 麥瑞權：立法會直選議員（2009年-2021年）、澳門江門同鄉會副會長、澳門江門青年會咨詢委員會委員、瑞權工程有限公司董事總經理
- 邱庭彪：立法會委任議員、澳門培道中學校友會副會長，曾任行政會委員
- 陳家良：行政會委員、澳門街坊會聯合總會理事長、澳門坊眾學校副校長
- 姚汝祥：澳門街坊福利會理事長、本校校董、前澳門市政議會議員
- 區榮智：澳門基金會行政委員會委員
- 林發欽：澳門理工大學教授及人文及社會科學學院院長、澳門歷史教育學會會長、澳門口述歷史協會會長
- 康一橋：前香港道教聯合會青松中學校長
- 關淑梅校友：2007年亞洲室內運動會女子單人花式單車金牌[5]
- 李偉權老師（體育）：澳門短跑運動員（已離職，於2024年復職）
- 邱鈞源老師（體育）：澳門長跑運動員
- 李展鵬老師（體育）：澳門籃球福建隊成員
- 蘇栢龍老師（體育）：澳門籃球福建隊成員
- 林錦華老師（體育）：澳門長跑運動員
- 倪力：澳門著名歌手
- 羅嘉豪：澳門著名歌手
- 陳俏梅校友: 著名學者， K1至高三都在培道就讀,獲獎學金保送至北京大學獲取學士學位，同年獲巨額獎學金前往美國伊利諾大學厄巴納-香檳分校直接修讀博士，畢業論文內容刊登於世界知名科學雜誌Science和PNAS等[6]，獲該校頒發最高榮譽博士生畢業並獲邀回校演講，現在獲取 NIH博士后獎學金於Oregon Health & Science University修讀博士後[7]。
- 周文顥校友：2005年獲特區政府受勳體育功績獎狀，2013年亞洲青年運動會五十米蛙泳季軍，獲選2011年《傑出青少年運動員》
- 廖偉駿校友：中国运筹学会不确定系统分会副秘书长。清華大學本碩博畢業，博士更以第一名成績取得學位，目前在北京航空航天大學（北航）任教職。

## 外部連結
- 澳門培道中學 （页面存档备份，存于）
- 澳門培道中學，存于